# Heartbeat Song
Heartbeat Song è un singolo della cantante statunitense Kelly Clarkson, pubblicato nel gennaio 2015 come primo estratto dal settimo album in studio Piece by Piece.
Il brano ha ottenuto una nomination ai Grammy Awards 2016 nella categoria "Migliore Performance Pop solista".

## Descrizione
Il brano è stato scritto da Mitch Allan, Audra Mae, Kara DioGuardi e Jason Eviga e prodotto da Greg Kurstin. La canzone è in chiave di sol bemolle maggiore, con un ritmo veloce di 149 battiti al minuto. Segue la progressione degli accordi G♭-B♭m7-E♭m-C♭, e la voce di Clarkson si estende da G♭3 a E♭5.

## Accoglienza
Heartbeat Song ha ricevuto recensioni positive dalla critica, segnando il ritorno di Kelly Clarkson alla musica pop. Jason Lipshutz, redattore associato di Billboard, ha assegnato alla canzone un punteggio di 4 su 5 stelle, affermando che la produzione e la voce della cantante apparivano "rinnovate" rispetto ai precedenti progetti.
Jon Dylan, in una recensione per Rolling Stone, ha valutato il brano con tre stelle e mezzo, descrivendolo come un brano pop energico, che spinge verso la pista da ballo. Tanto da aggiungere ironicamente un consiglio alla cantante, che è pronta a lasciarsi andare e tornare a vivere la notte, di non dimenticare di avvisare la babysitter che potrebbe essere una serata lunga, di quelle che finiscono alle 3 del mattino con un Uber verso casa.
Brennan Carley, assistente redattore di Spin, nella sua recensione infrasettimanale, ha elogiato la canzone definendola "una produzione di Greg Kurstin che brilla con una nuova passione". Carley ha apprezzato la potenza vocale della Clarkson e l'accompagnamento del coro.
Alcuni critici hanno notato somiglianze tra Heartbeat Song e il singolo dei Jimmy Eat World The Middle (2001). La rivista Time ha evidenziato somiglianze significative tra le melodie dei versi e i cori delle due canzoni. Questo punto è stato ripreso anche da Stern Bradley. nella sua recensione per Idolator. 
Ai Teen Choice Awards 2015, Heartbeat Song è stata nominata "Female Artist" per il Choice Music Single.
Nel 2016 Audra Mae ha vinto l’ASCAP Pop Music Award per la co-scrittura della canzone e nel maggio 2016, la canzone ha vinto un BMI Pop Award.

## Successo commerciale
Nella settimana del 31 gennaio 2015, Heartbeat Song ha debuttato nella Billboard Hot 100 al numero 37, con 70 000 copie vendute, diventando la sedicesima canzone di Kelly Clarkson ad entrare nella Top 40. Ha anche segnato il suo terzo miglior debutto tra i 25 brani entrati in classifica nella sua carriera, dopo Never Again e Mr. Know It All, che hanno debuttato rispettivamente al numero 8 e al numero 18.
Nella settimana di classifica che si è conclusa il 21 febbraio 2015, il brano è salito fino alla posizione numero 21, il suo picco massimo.
In Canada, Heartbeat Song ha debuttato nella Billboard Canadian Hot 100 al numero 37.
In Australia, è entrato nella ARIA Singles Charts al numero 51 nella settimana conclusa il 26 gennaio 2015.
Nel Regno Unito, la canzone ha debuttato al numero 7 della Official UK Singles Chart, diventando la nona canzone di Clarkson a raggiungere la Top 10.

## Tracce
Download digitale
1. Heartbeat Song – 3:18

## Video musicale
Il videoclip della canzone è stato diretto da Marc Klasfeld.

## Classifiche
| Classifica (2015)              | Posizione massima |
| ------------------------------ | ----------------- |
| Australia                      | 29                |
| Austria                        | 8                 |
| Belgio (Fiandre)               | 7                 |
| Belgio (Vallonia)              | 6                 |
| Canada                         | 23                |
| Canada Adult Contemporary      | 4                 |
| Corea del Sud                  | 7                 |
| Francia                        | 84                |
| Germania                       | 16                |
| Giappone                       | 78                |
| Irlanda                        | 23                |
| Italia                         | 89                |
| Islanda                        | 6                 |
| Nuova Zelanda                  | 21                |
| Paesi Bassi                    | 71                |
| Regno Unito                    | 7                 |
| Repubblica Ceca                | 12                |
| Spagna                         | 36                |
| Slovacchia                     | 14                |
| Stati Uniti                    | 21                |
| Stati Uniti Adult Contemporary | 2                 |
| Stati Uniti Dance Club Songs   | 1                 |
| Svezia                         | 20                |
| Svizzera                       | 24                |
| Sudafrica                      | 4                 |